# Chandrasekarapura, Bangalore South
Chandrasekarapura là một làng thuộc tehsil Bangalore South, huyện Bangalore Urban, bang Karnataka, Ấn Độ.